# انفصال تيتو ستالين
كان انفصال تيتو وستالين صراعًًا بين قادة جمهورية يوغوسلافيا الاشتراكية الاتحادية من جهة واتحاد الجمهوريات الاشتراكية السوفيتية من جهة أخرى، ذلك الصراع الذي أسفر عن طرد يوغوسلافيا من مكتب الإعلام الشيوعي (كومينفورم) في عام 1948. وكانت هذه هي بداية حقبة الإنفورمبيرو في التاريخ اليوغوسلافي والتي تميزت بسوء العلاقات مع الاتحاد السوفيتي، حتى نهاية تلك الحقبة في عام 1955.